# 2538 Вандерлінден
2538 Вандерлінден (2538 Vanderlinden) — астероїд головного поясу, відкритий 30 жовтня 1954 року.
Тіссеранів параметр щодо Юпітера — 3,620.